# Distretti del Lesotho

Distretti del Lesotho

I distretti del Lesotho costituiscono la suddivisione territoriale di primo livello del Paese e ammontano a 10; ciascuno di essi si suddivide a sua volta in comunità locali, pari nel loro complesso a 129. A fini elettorali, i distretti sono inoltre suddivisi in 80 circoscrizioni (constituency). 
La maggior parte dei distretti derivano il nome dal rispettivo capoluogo (camptown). Hlotse, il capoluogo del Distretto di Leribe, è anche conosciuto come Leribe. Al contrario, il Distretto di Berea a volte è chiamato Teyateyaneng, in base al suo capoluogo.

## Lista
| Mappa | Distretto     | Capoluogo     | Popolazione (censimento 2006) | Superficie (km²) |
| ----- | ------------- | ------------- | ----------------------------- | ---------------- |
|       | Berea         | Teyateyaneng  | 248,225                       | 2,222            |
|       | Butha-Buthe   | Butha-Buthe   | 109,139                       | 1,767            |
|       | Leribe        | Hlotse        | 296,673                       | 2,828            |
|       | Mafeteng      | Mafeteng      | 192,795                       | 2,119            |
|       | Maseru        | Maseru        | 436,399                       | 4,279            |
|       | Mohale's Hoek | Mohale's Hoek | 173,706                       | 3,530            |
|       | Mokhotlong    | Mokhotlong    | 95,332                        | 4,075            |
|       | Qacha's Nek   | Qacha's Nek   | 71,756                        | 2,349            |
|       | Quthing       | Quthing       | 119,811                       | 2,916            |
|       | Thaba-Tseka   | Thaba-Tseka   | 128,885                       | 4,270            |